# Don't Stop (canción de The Rolling Stones)
«Don't Stop» es una canción de la banda británica de rock The Rolling Stones, incluida en su álbum recopilatorio Forty Licks. Fue lanzada como único sencillo del disco el 30 de septiembre de 2002.

## Inspiración y composición
Si bien la canción está acreditada al cantante Mick Jagger y al guitarrista Keith Richards fue mayoritariamente trabajo de Jagger. La composición del tema comenzó durante las sesiones del disco solista de Mick Goddess in the Doorway, en el año 2001. 
En el momento del lanzamiento Jagger comentó: "Para mí, hacer un álbum solo o uno con los Stones es lo mismo, salvo por una condición: que cuando escribo para los Stones no me importa si la canción suena como las que hacemos con la banda, mientras que si estoy escribiendo, pero no grabando con los Stones, no quiero que la canción contenga muchos de los clichés que se asocian a los Stones, así que trato de evitarlo. Antes del lanzamiento de Forty Licks, escribí «Don't Stop» en el mismo período en que estaba escribiendo las canciones para mi álbum solista, la puse a un lado y me dije: 'Esto suena como los Stones, podría ser muy útil en los próximos meses, pero la dejaré por ahora y no la grabaré porque creo que va a ser mejor para los Stones".
Con un riff simple y roquero, con la marca personal de Richards, «Don't Stop» cuenta un amor duro entre el protagonista y su amante.

## Grabación y lanzamiento
La grabación de la canción comenzó a principios del verano de 2002 en los estudios Guillaume Tell, en Suresnes, Francia. 
Sobre la grabación, Richards dijo en ese momento: "es básicamente toda de Mick. Tenía la canción cuando llegamos a París para grabar. Era cuestión de que yo encontrara el arreglo de guitarra para ir acompañar la canción. No nos vemos mucho el uno del otro.Yo vivo en América, él vive en Inglaterra. Así que cuando nos reunimos, vemos qué ideas tiene cada uno: 'Estoy bloqueado con el puente.' -Bueno, tengo algo que puede funcionar. Mucho de lo que Mick y yo hacemos es arreglar y retocar, escribir la canción en pedazos, montarla en el lugar. En «Don't Stop», mi trabajo era el polvo de hadas".
Fue lanzada como sencillo el 16 de diciembre de 2002. La canción alcanzó el puesto # 36 en la lista de sencillos del Reino Unido y el puesto número 21 en la lista del Billboard Mainstream Rock Tracks de los Estados Unidos.
«Don't Stop» fue tocada numerosas veces durante la gira Licks Tour.
La canción fue incluida en el álbum recopilatorio por los 50 años de carrera de la banda GRRR! de 2012.

## Posicionamiento en las listas
| Listas (2002)                               | Mejor posición |
| ------------------------------------------- | -------------- |
| Alemania (Media Control AG)                 | 52             |
| Bélgica (Valonia) (Ultratip Bubbling Under) | 17             |
| Croacia (HRT)                               | 5              |
| Escocia (Scottish Singles Chart)            | 41             |
| Estados Unidos (Adult Alternative Songs)    | 5              |
| Estados Unidos (Mainstream Rock)            | 21             |
| Francia (SNEP)                              | 97             |
| Italia (FIMI)                               | 48             |
| Países Bajos (Mega Single Top 100)          | 45             |
| Reino Unido (UK Singles Chart)              | 36             |
| Suecia (Sverigetopplistan)                  | 58             |
| Suiza (Schweizer Hitparade)                 | 29             |